# Vejle Amt
|  | For amtet før forrige kommunalreform, se Vejle Amt (før 1970) |
Vejle Amt var indtil 2007 et amt i det sydøstlige Jylland. Vejle Amt udgjorde Vejle Amtskreds. Administrationsbygningen - amtsgården - for Vejle Amt lå i Vejle i bygningerne, hvor Region Syddanmark herefter fik administrativt og politisk hovedkontor - i det såkaldte regionshus.

## Amtets udstrækning
Amtet bestod af følgende kommuner:
| - Brædstrup Kommune - Børkop Kommune - Egtved Kommune - Fredericia Kommune - Gedved Kommune - Give Kommune - Hedensted Kommune - Horsens Kommune | - Jelling Kommune - Juelsminde Kommune - Kolding Kommune - Lunderskov Kommune - Nørre-Snede Kommune - Tørring-Uldum Kommune - Vamdrup Kommune - Vejle Kommune |

## Amtsborgmestre
- 1970 – 1974: Aksel Buhl, (1909 – 1994), (Venstre).
- 1974 – 1993: Erling Tiedemann, (1932 - 2015), (Venstre).
- 1994 – 2006: Otto Herskind Jørgensen, (født 1932), (Venstre).

## Efter 2007
Ved Kommunalreformen (2007) kom det meste af amtet under Region Syddanmark, men de nordlige dele : Brædstrup, Gedved, Hedensted, Horsens, Juelsminde, Nørre-Snede og Tørring-Uldum kommuner kom i Region Midtjylland.

### Statistisk kilde
Danmarks Statistik, Statistikbanken.dk
55°42′36″N 9°32′00″Ø / 55.71°N 9.5333333333333°Ø